# 15 Dywizja Grenadierów SS (1 łotewska)
15 Dywizja Grenadierów SS (1 łotewska) – dywizja grenadierów Waffen-SS złożona z Łotyszów.

## Historia

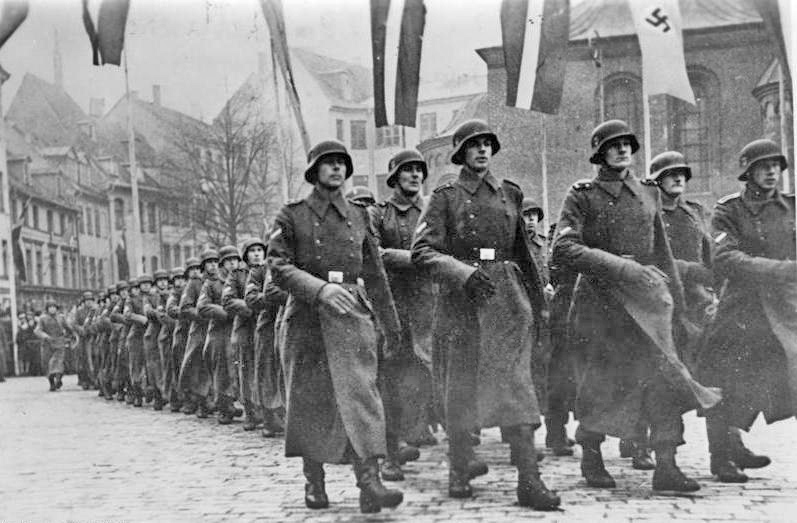
Parada w Rydze 15 Dywizji Grenadierów SS przed wyruszeniem na front wschodni, grudzień 1943

Pierwsze łotewskie ochotnicze oddziały walczące po stronie III Rzeszy powstały już w lipcu 1941 roku. Nabór do łotewskiego legionu SS rozpoczęto w styczniu 1943 roku. Formalnie nabór był dobrowolny, jednak wiele jednostek łotewskiego wojska wcielono przymusowo (w sumie zebrano 80 000 ludzi).
Łotewska Brygada Ochotnicza SS ruszyła w listopadzie 1943 roku do walki pod Nowosokolniki w ramach VI Korpusu Ochotniczego SS 16 Armii Grupy Armii Północ. Jesienią jednostka ta została wycofana z frontu, w celu przeformowania na 1 Dywizję Łotewskiego Legionu SS (nazwę zmieniono następnie na 15 Ochotniczą Dywizję Łotewską SS). W listopadzie 1943 roku już jako 15 Dywizja Grenadierów SS otrzymała przydział do XXXXIII Korpusu 16 Armii. 

### Ofensywy Armii Czerwonej i odwrót 15 Dywizji Grenadierów SS
14 stycznia 1944 roku w celu rozbicia sił Grupy Armii „Północ” ruszyła Operacja leningradzko-nowogrodzka Armii Czerwonej. Zmagania były niezwykle zacięte, a obie strony poniosły ciężkie straty. 15 Dywizja Grenadierów walczyła u boku łotewskiej 19 Dywizji SS w ramach VI Korpusu Łotewskiego. W marcu 1944 roku obie łotewskie dywizje walczyła nad rzeką Wielikają – na południe od jeziora Pejpus. Od stycznia 1944 roku jednostka wchodziła w skład VI Ochotniczego Armijnego Korpusu SS (łotewskiego). Nad Wielikają ceną dużych strat zatrzymała aż 11 dywizji Armii Czerwonej. Jednostka razem z siłami niemieckimi nieudanie próbowała w tym czasie powstrzymać ofensywę Armii Czerwonej mającą na celu odblokowanie Leningradu. W lecie 1944 roku opuściła swoje pozycje obronne nad Sanuchą a lipcu tego samego roku dywizja uczestniczyła w ciężkich walkach pod Ostrowem (Łotwa). W wyniku tych walk jednostka utraciła zdolność bojową. Kadra trzech pułków piechoty oraz jednostki dywizyjne zostały ewakuowane drogą morską na poligon „Westpreussen” znajdujący się pomiędzy Kościerzyną a Bytowem. We wrześniu dywizję zaczęto odtwarzać z łotewskich poborowych oraz saperów ze szkolnych i rezerwowych batalionów SS w Dreźnie. W październiku 1944 roku pozostały w Kurlandii pułk artylerii został odcięty w tzw. kotle kurlandzkim  wraz z łotewską 19 Dywizją Grenadierów SS (której w tym czasie podlegał), oraz wieloma innymi oddziałami.

## Reorganizacja dywizji i walki na Wale Pomorskim
We wrześniu 1944 roku jednostka została odtworzona, otrzymała też nową nazwę 15 Dywizji Grenadierów SS (łotewska nr 1). Dywizja walczyła na Wale Pomorskim, m.in. z oddziałami 1 Armii Wojska Polskiego.
Tam też, w Podgajach, 2 lutego 1945, SS-mani z grupy bojowej „Elster” (niem. Kampfgruppe Elster), wchodzącej w skład 15 Dywizji Grenadierów SS, dokonali zbrodni wojennej na polskich jeńcach, paląc żywcem w stodole skrępowanych kablem telefonicznym lub jak podają inne źródła, drutem kolczastym, 32 żołnierzy Wojska Polskiego z 4 kompanii 3 pułku piechoty. 
Łotysze wycofali się potem w rejon Lędyczka, w czasie tego manewru ponieśli straty w wysokości 70% stanu osobowego i całości sprzętu ciężkiego, po okrążeniu przez 1 Armię Wojska Polskiego i radziecki 2 Samodzielny Korpus Kawalerii Gwardii. Dywizja utraciła także dowódcę, SS-Brigadeführera Herberta von Obwurzera. W marcu Łotysze brali udział w bitwie o Kołobrzeg.

## Ostatnie walki dywizji
15 Dywizja SS z resztkami żołnierzy przebiła się na północ od Berlina (Neubrandenburg) i dalej na zachód. Żołnierze z 32. i 33. pułku pod dowództwem obersturmführera Neilandsa uczestniczyli w obronie stolicy III Rzeszy. 24 kwietnia 1945 roku, po odparciu szturmów oddziałów Armii Czerwonej w południowej części Berlina, część wojsk przedostała się przez Łabę i poddała armii amerykańskiej. Ostatnie łotewskie oddziały złożyły broń pod Schwerinem. Reszta została rozstrzelana przez wojska radzieckie. Niektórzy spośród żołnierzy starali się ukryć przed NKWD, bądź próbowali kontynuować walkę partyzancką przeciwko ZSRR.

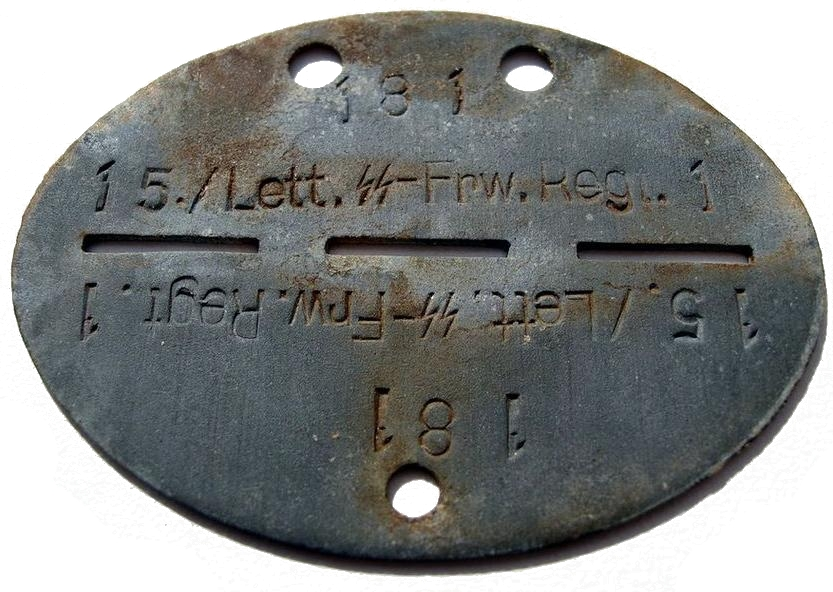
Nieśmiertelnik jednego z żołnierzy dywizji

## Kontrowersje
Obecnie, w Łotwie można zaobserwować tendencję do usprawiedliwiania działań łotewskich jednostek SS, zwłaszcza 15 i 19 Dywizji Grenadierów SS, jako zgrupowań walczących o wolność Łotwy. Często jednak przemilcza się zbrodnie wojenne łotewskich oddziałów w służbie III Rzeszy. Tego typu przedstawianie historii na Łotwie i w Estonii nie jest właściwe tylko środowiskom nacjonalistycznym, ale obejmuje szersze kręgi społeczeństwa, media, urzędy i władze państwowe.
W Rydze co roku 16 marca odbywa się marsz upamiętniający żołnierzy legionu. Uczestnicy marszu idą na Plac Wolności, gdzie składają wieńce i upamiętniają legion Waffen SS. W marszu biorą udział weterani łotewskich jednostek.
1 września 1950 Komisja Stanów Zjednoczonych do spraw Osób Przesiedlonych uznała, że jednostka ta nie była stroną wrogą wobec USA i przyznała jej kombatantom prawo do ubiegania się o azyl polityczny.

## Umundurowanie

Tarcza

Łotysze nosili takie same mundury jaki inni żołnierze Waffen-SS, jednakże na prawym rękawie płaszcza widniała tarcza w łotewskich barwach narodowych. Na kołnierzach oprócz dystynkcji umieszczony był symbol jednostki. W przypadku 19 Dywizji Grenadierów była to runiczna swastyka a 15. Dywizja - godło Łotwy. Żołnierze nosili niemieckie hełmy Stahlhelm.

## Dowódcy
- SS-Brigadeführer Peter Hansen (25 lutego 1943 – 1 maja 1943)
- SS-Gruppenführer Carl von Pückler-Burghauss (1 maja 1943 – 17 lutego 1944)
- SS-Brigadeführer Nikolaus Heilmann (17 lutego 1944 – 21 lipca 1944)
- SS-Brigadeführer Herbert von Obwurzer (21 lipca 1944 – 26 stycznia 1945)
- SS-Oberführer Arthur Ax (26 stycznia 1945 – 15 lutego 1945)
- SS-Brigadeführer Karl Burk (15 lutego 1945 – 2 maja 1945)[1]

## Skład
W roku 1944 w skład dywizji wchodziły następujące pułki:
- 32 Pułk Grenadierów Waffen-SS (3. łotewski)
- 33 Pułk Grenadierów Waffen-SS (4. łotewski)
- 34 Pułk Grenadierów Waffen-SS (5. łotewski)
- 15 Pułk Artylerii Waffen-SS, batalion fizylierów Waffen-SS, dywizjon przeciwlotniczy, kompania sanitarna, kompania naprawcza, oddział poczty polowej SS, kompania weterynaryjna, batalion gospodarczy
- 1 pułk budowlany 15 Dywizji SS
- 2 pułk budowlany 15 Dywizji SS, zapasowy batalion polowy, oddział żandarmerii polowej Waffen SS i oddział sprawozdawców wojennych[1]

## Skład liczebny dywizji
- grudzień 1943 - 20 291
- czerwiec 1944 - 18 413
- grudzień 1944 - 16 870[1]